# Școala din Atena
Școala din Atena (italiană: Scuola di Atene) este o frescă a artistului renascentist italian Rafael. Tabloul a fost pictat între anii 1509-1511, ca parte a comenzii lui Rafael de a decora camerele acum cunoscute sub numele de Stanze di Raffaello, din Palatul Apostolic din Vatican. Stanza della Segnatura a fost prima dintre camerele care au fost decorate, iar Școala din Atena, reprezentând Filozofia, a fost probabil a treia pictură terminată din această încăpere, după Disputa del Sacramento (ce reprezintă Teologia) de pe peretele opus și Parnasul (ce reprezintă Literatura). Imaginea a fost considerată mult timp drept „capodopera lui Rafael și întruchiparea perfectă a spiritului clasic al Renașterii”. Pictura este remarcabilă pentru precizia realizării perspectivei.

## Istoric
Papa Iulius al II-lea, după preluarea funcției de pontif, a exprimat dorința de a nu folosi apartamentele predecesorului său, Pius al III-lea, alegând astfel alte camere de la etajul superior realizate pe vremea lui Nicolae al V-lea și Pius al II-lea la mijlocul secolului al XV-lea, când au fost decorate de artiști din Italia centrală, inclusiv de Piero della Francesca.
Iulius al II-lea, dorind să le redecoreze, a chemat un grup de artiști să lucreze, la care s-a adăugat, în ultimele luni ale anului 1508, Raffaello Sanzio. Rămas fascinat de probele de pictură ale artistului, Papa Iulius a decis să-i încredințeze redecorarea întreagă a apartamentelor, distrugând tot ceea ce făcuse anterior. Vasari relatează că i-a părut lui Rafael foarte rău să distrugă părțile pictate de Piero della Francesca, al cărora subiect nu mai este cunoscut.
Stanza della Segnatura, este prima stanza (încăpere în italiană) care a fost decorată, cu o temă legată de aranjamentul ideal al culturii umaniste, împărțită în teologie, filozofie, poezie și jurisprudență, fiind dedicat un perete pentru fiecare disciplină. Acest aranjament a sugerat că încăperea a fost destinată inițial corpului unei biblioteci și ca un studiu privat pentru pontif, chiar dacă nu există documente care sfătuiesc în acest sens. De la finalizare, acolo a fost stabilită Curtea, „Signatura Gratiae et Iustitiae”, care ulterior i-a dat și numele.
Pictura a pornit de la boltă, pentru a continua până la zidul de est, unde s-a înfățișat Disputa Sacramentului, iar pe zidul de vest este redată Școala din Atena.
Nu este clar cât a fost rodul imaginației și culturii artistului și câte aspecte au fost dictate de către papa și teologii săi. Cu siguranță, Rafael a fost ajutat în definirea temei, iar faima extraordinară care l-a înconjurat pe artist, inserat pe deplin în mediul de cultură al curiei romane, a fost atât de mare încât până și unii scriitori l-au admirat.
În timpul jefuirii Romei din 1527, frescele din Stanza della Segnatura, precum și alte opere de artă, au fost avariate de către soldații împăratului Carol al V-lea, care au aprins în încăperi focuri al căror fum a deteriorat frescele, și au trasat inscripții ce au fost acoperite cu pictări din secolul al XVII-lea.

## Subiectul, portretele și interpretările figurilor

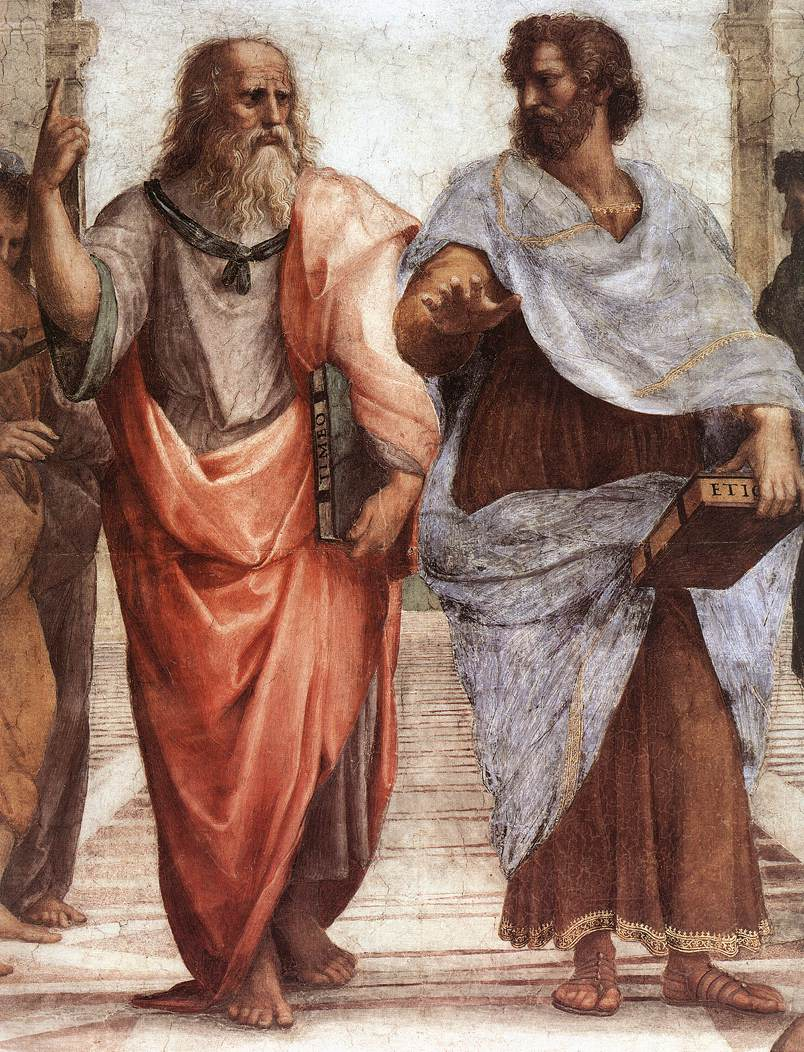
Platon (stânga) și Aristotel (dreapta).

Școala din Atena este una dintr-un grup de patru fresce situate pe pereții Stanței (cele de pe ambele părți întrerupte central de ferestre) care reprezintă diferitele ramuri ale cunoștinței. Fiecare temă este identificată mai sus printr-un tondo separat care conține o figură feminină situată între nori, cu niște putti ce prezintă frazele: „Urmărește Cunoștința Cauzelor”, „Inspirația Divină”, „Cunoștința Lucrurilor Divine” (Disputa), „Fiecăruia ce i se cuvine." Figurile de pe pereții de mai jos ilustrează filozofia, poezia (inclusiv muzica), teologia și dreptul. Titlul tradițional nu este cel dat de Rafael. Subiectul „Școlii” este de fapt „Filozofia” în sine, sau cel puțin filozofia greacă antică, iar deasupra tondo-ului se află o inscripție ce spune „Causarum Cognitio”. Platon și Aristotel ocupă poziția centrală a scenei. Toți filozofii înfățișați au căutat cunoașterea cauzelor prime. Mulți dintre ei au trăit înainte de Platon și Aristotel, și aproape o treime erau atenieni. Arhitectura ilustrată conține elemente romane, și setarea generală semicirculară cu Platon și Aristotel în centrul său ar putea face o aluzie la circumpunctul lui Pitagora.
Comentatorii au sugerat că aproape fiecare mare filozof grec din antichitate poate fi găsit în pictură, dar determinarea pe cine reprezintă fiecare figură este dificilă, deoarece Rafael nu a făcut nici o desemnare în afara asemănărilor posibile și niciun document contemporan al artistului explică fresca. Mai mult, Rafael a trebuit să inventeze un sistem de iconografie pentru a face aluzie la diferitele personaje pentru care nu existau reprezentări artistice tradiționale. De exemplu, în timp ce figura lui Socrate se poate recunoaște imediat datorită asemănării cu busturile clasice, presupusul Epicur este greu de identificat. În afară de identitățile figurilor înfățișate, multe aspecte ale frescei au fost interpretate în mod diferit, și puține sunt interpretările acceptate cu unanimitate în rândul savanților.
Ideea populară conform căreia faptul că Platon indică cu degetul sus (către ceruri) iar Aristotel jos (către pământ) reflectă ideile lor filozofice (Hiperuraniul lui Platon, și viziunea mecanicistă a lui Aristotel) este foarte probabilă. Totuși, este de observat că Timaios-ul lui Platon - pe care Rafael îl pune în mâna filozofului - tratează în mod sofisticat spațiul, timpul și schimbarea, inclusiv cea a Pământului, ghidând astfel științele matematice pentru mai bine de un mileniu. În timp ce Aristotel, cu teoria sa despre cele patru elemente, afirmă că toate schimbările de pe Pământ se datorează mișcărilor cerului. În pictură, Aristotel are în mână Etica sa, care, după el, nu poate fi redusă la o știință matematică. Nu se știe cât de mult cunoștea tânărul Rafael filozofia antică, ce îndrumări ar fi putut avea de la oameni precum Bramante sau dacă un posibil program detaliat a fost dictat de către papa Iulius al II-lea.
Cu toate acestea, fresca a fost interpretată chiar și recent ca un îndemn la filozofie și, într-un mod mai profund, ca o reprezentare vizuală a rolului Iubirii în elevarea oamenilor către o cunoștință superioară, în mare măsură în concordanță cu teoriile contemporane ale lui Marsilio Ficino și al altor gânditori neo-platonici legați de Rafael.

## Figurile
Identificările unora dintre filozofii din imagine, precum Platon și Aristotel, sunt sigure. Dincolo de asta, identificările ale altor figuri au fost întotdeauna ipotetice. Pentru a complica problemele, începând de la eforturile lui Giorgio Vasari, unii au făcut multiple identificări, găsind nu doar personaje antice ci și unele contemporane cu Rafael. Vasari menționează faptul că apare figura tânărului Frederic al II-lea Gonzaga, duce al orașului Mantova, aplecat spre Donato Bramante, și Rafael însuși.  El scria aceste lucruri după peste 40 de ani de la pictarea frescei și nu l-a cunoscut niciodată pe Rafael, dar fără îndoială ideile sale reflectă ceea ce se credea pe vremea aceea.
Luitpold Dussler afirma că personajele care se pot identifica cu o anumită certitudine sunt: Platon, Aristotel, Socrate, Pitagora, Euclid, Ptolemeu, Zoroaster, Rafael, Sodoma și Diogenes din Sinope. Dussler susține că alte identificări sunt „mai mult sau mai puțin speculative”.

Personajele din frescă cu posibilele identificări.

1: Zenon din Kition
2: Epicur
3: necunoscut
4: Boethius sau Anaximandru
5: Averroes
6: Pitagora
7: Alcibiade sau Alexandru cel Mare sau Pericle sau Xenofon
8: Antistene sau Xenofon
9: necunoscut, probabil Giovanni Pico della Mirandola, sau Hypatia (după unele interpretări populare recente)
sau Fornarina ca personificare a Iubirii (Francesco Maria della Rovere?)
10: Eschine de Sphettos
11: Parmenide sau Nicomac de Gerasa
12: Socrate sau Anaxagora
13: Heraclit (Michelangelo?)
14: Platon (Leonardo da Vinci?)
15: Aristotel (Giuliano da Sangallo?)
16: Diogene din Sinop sau Socrate
17: Plotin? sau Solon
18: Euclid sau Arhimede (Bramante?)
19: Strabon sau Zarathustra? (Baldassare Castiglione?)
20: Ptolomeu
R: Apelles (Rafael)
21: Protogen (Il Sodoma, Timoteo Viti, sau Pietro Perugino)

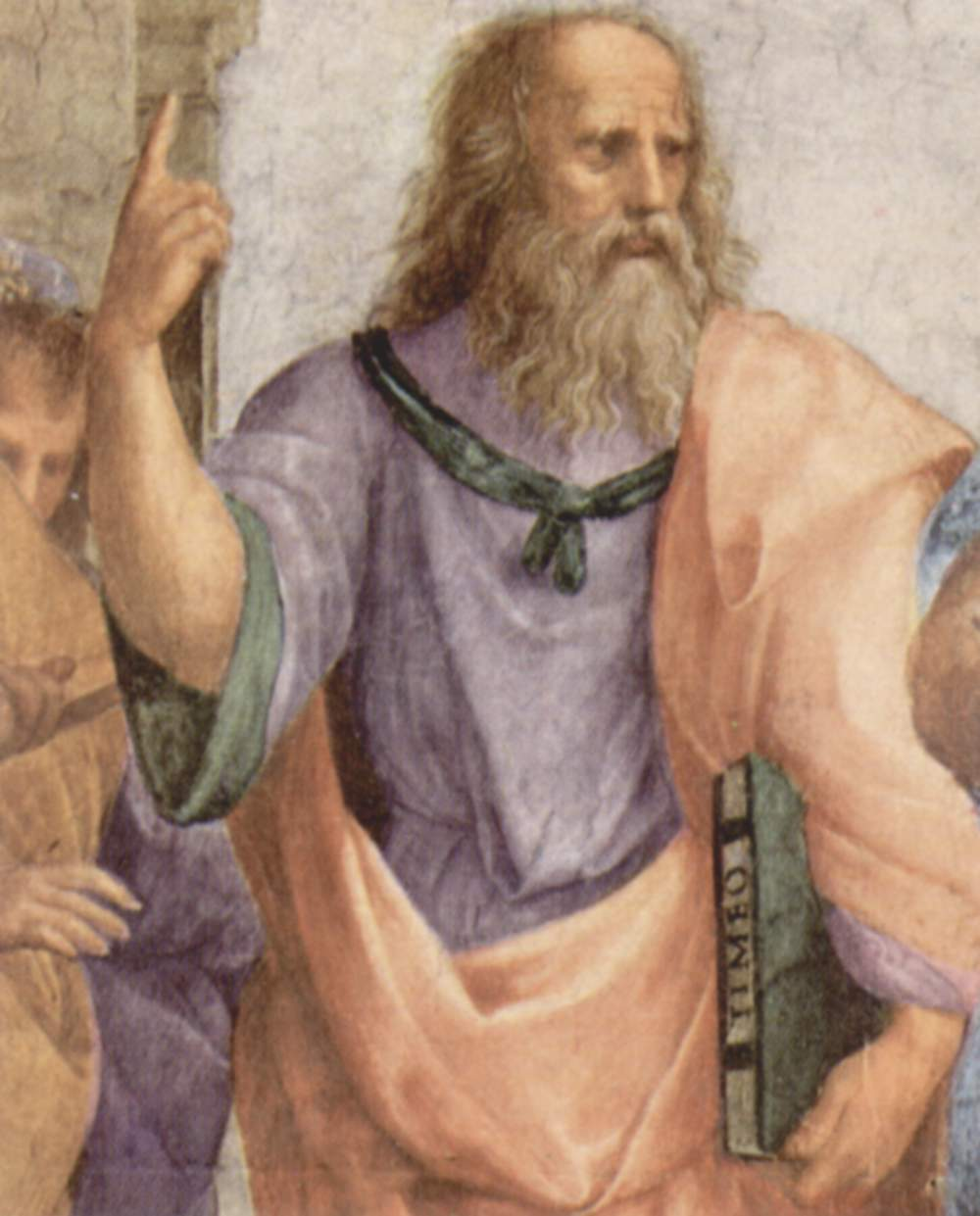
Platon
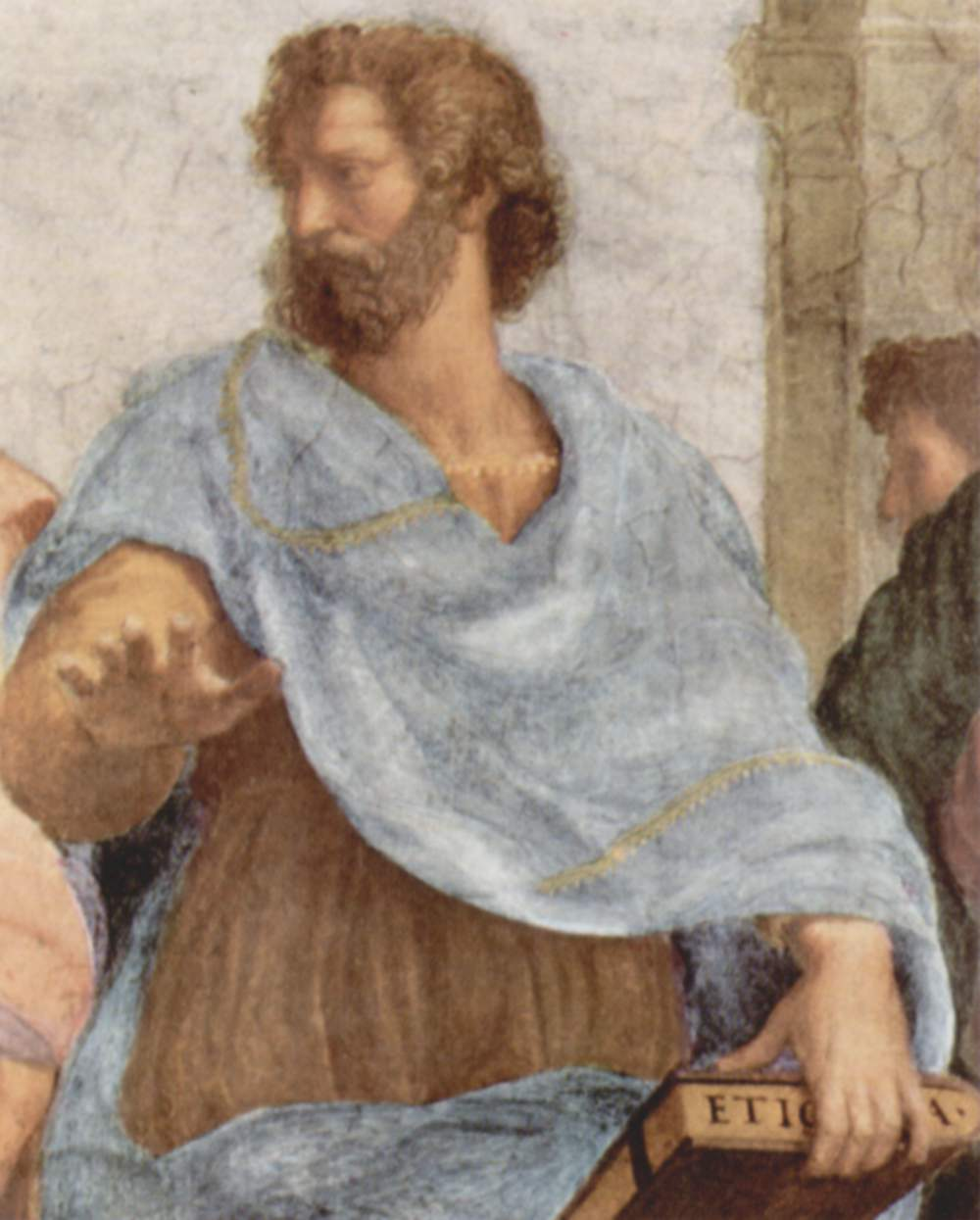
Aristotel
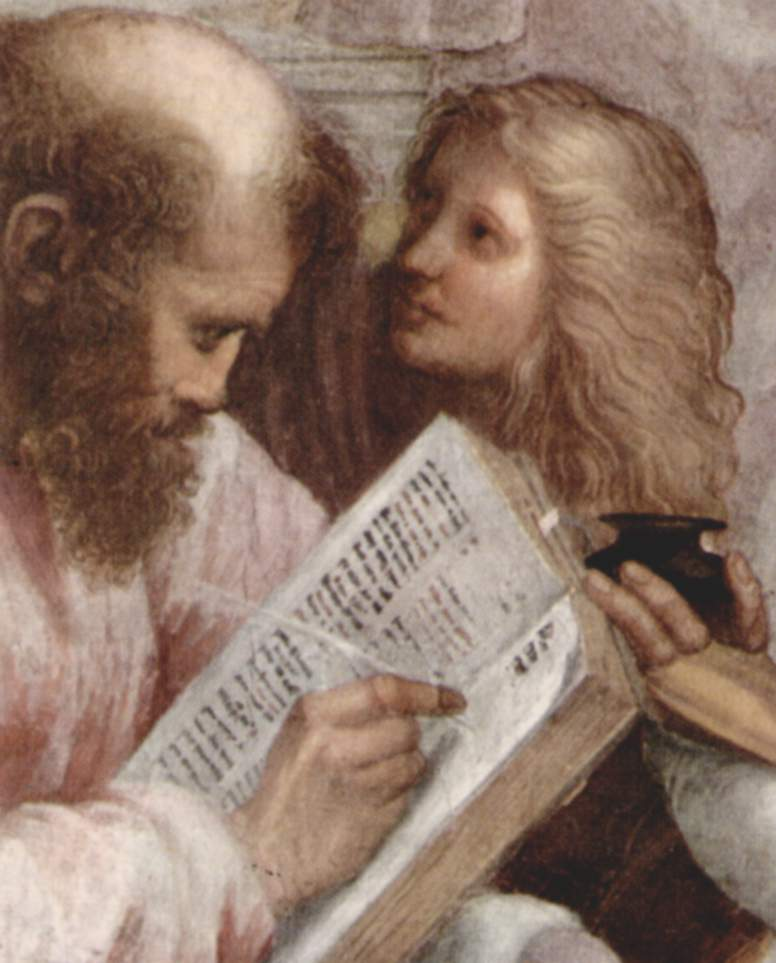
Pitagora și Arhimede
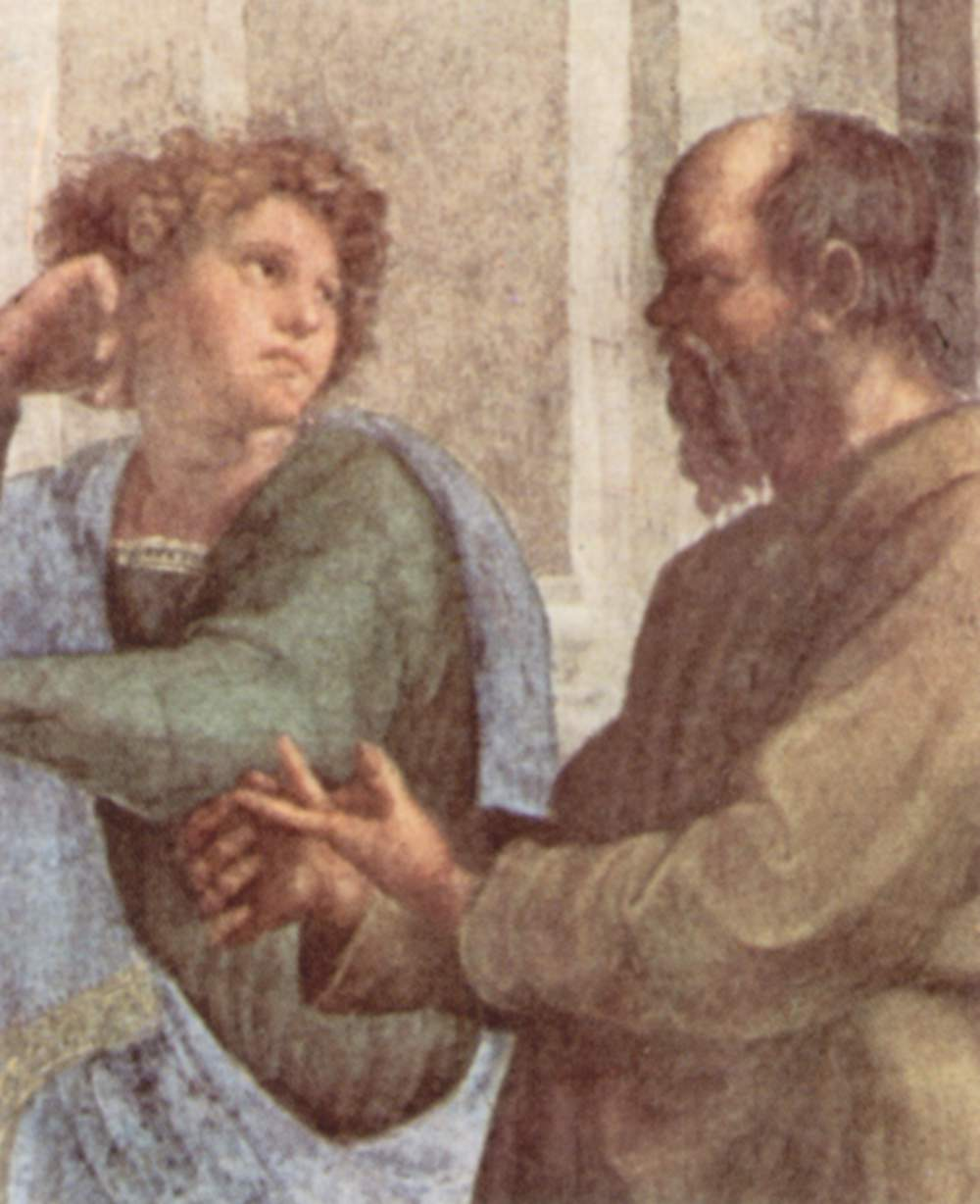
Eschine și Socrate
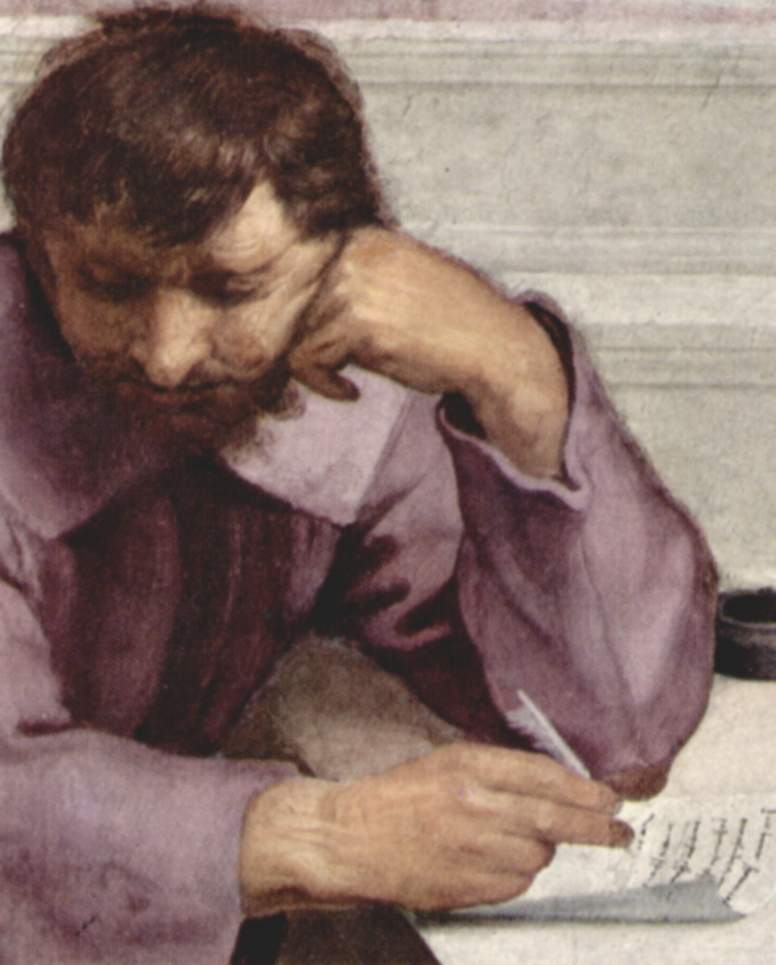
Michelangelo ca Heraclit
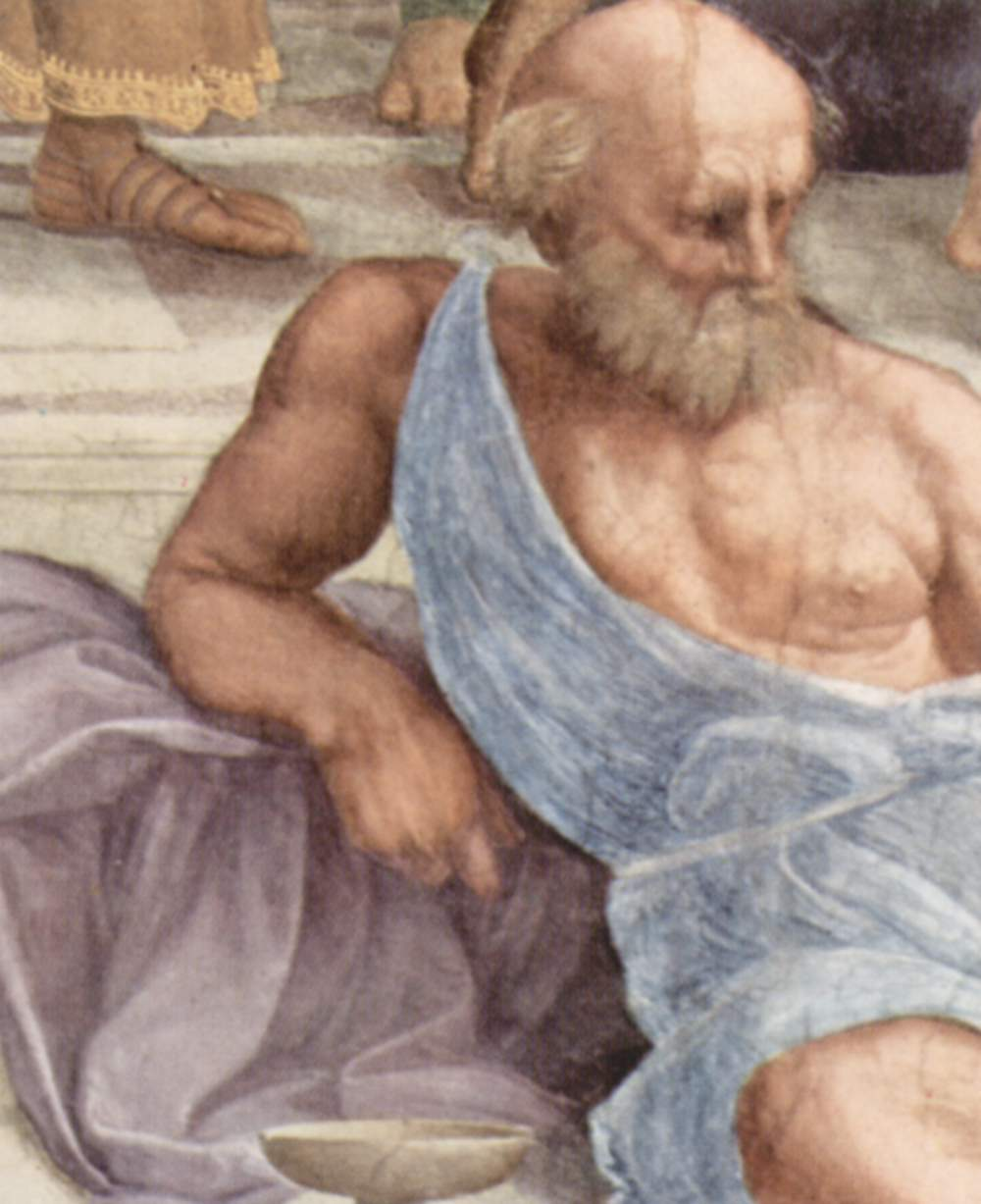
Diogene din Sinop
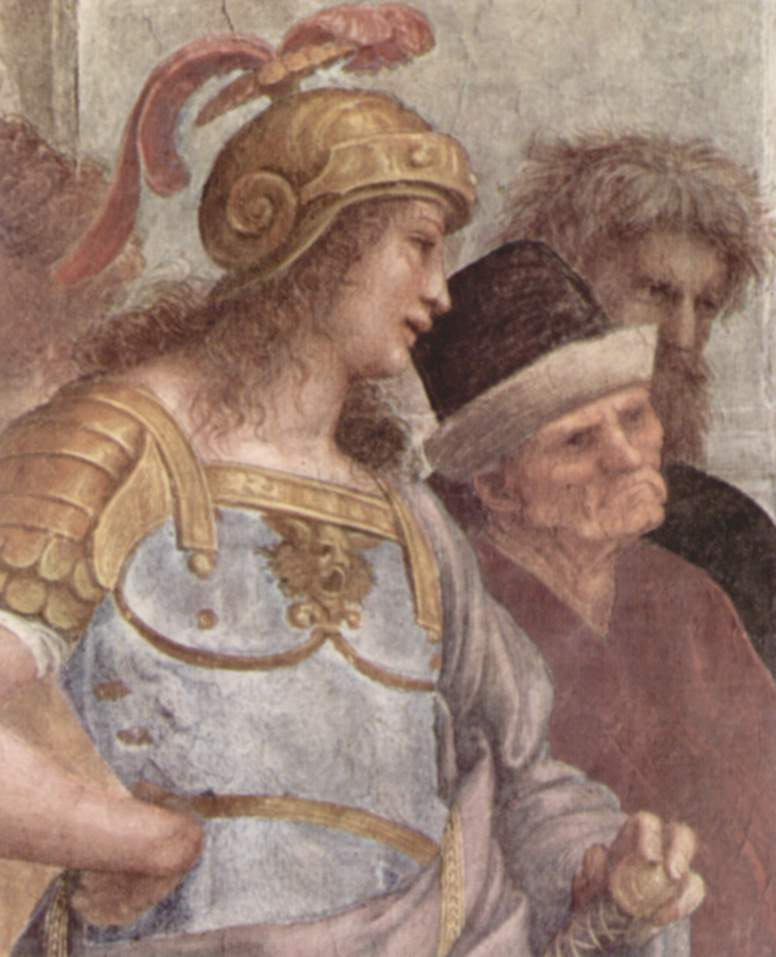
Alcibiade sau Alexandru cel Mare și Antistene sau Xenofon
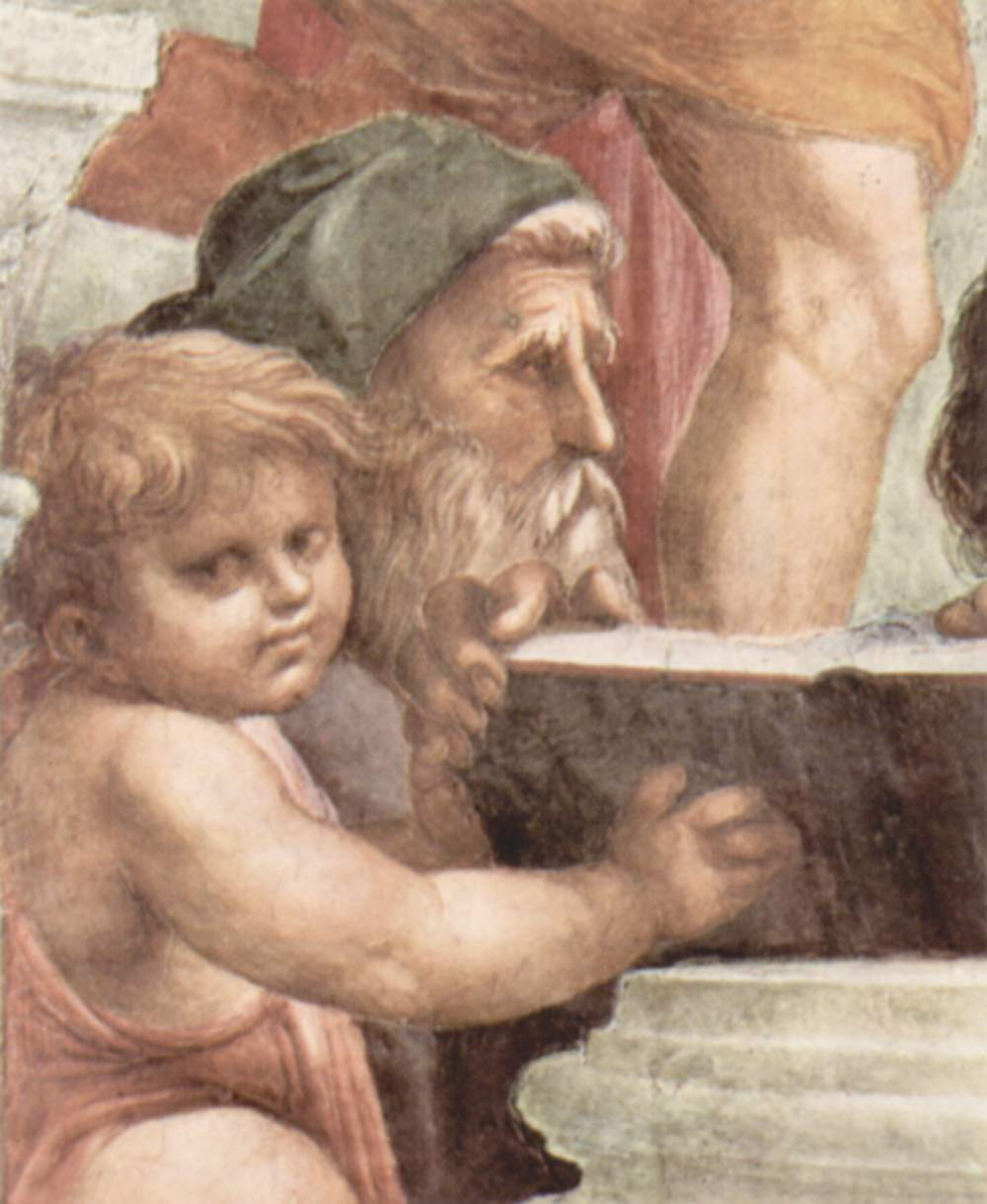
Zenon din Kition
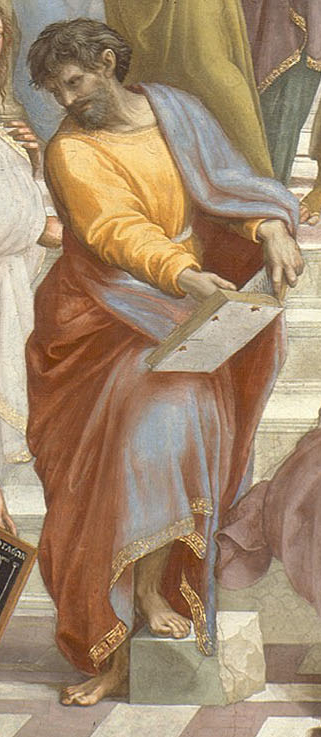
Parmenide
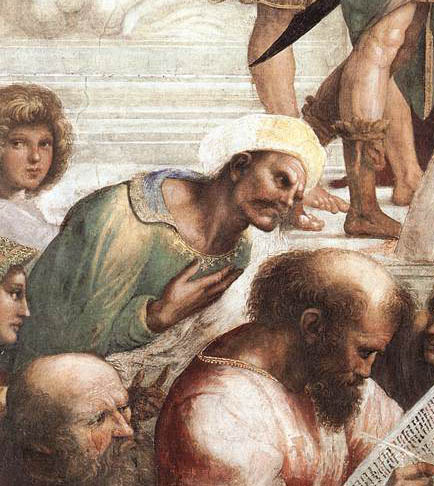
Averroes și Pitagora
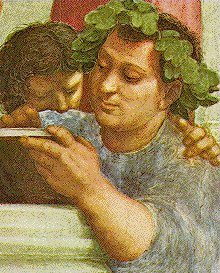
Epicur sau Democrit

## Arhitectura de pe fundal

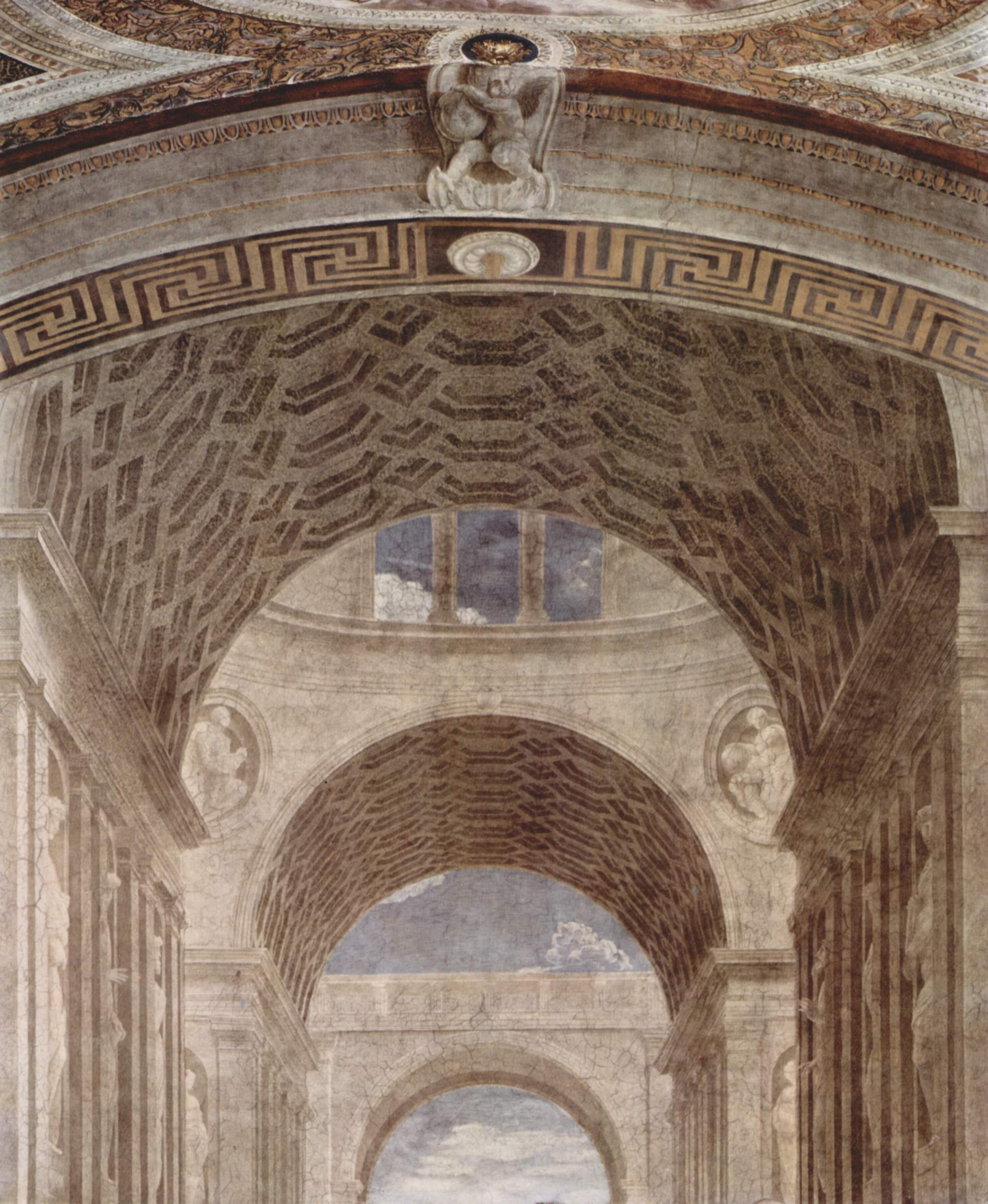
Arhitectura.

Clădirea de pe fundal are forma unei cruci grecești, iar unii sugerează că a fost menită pentru a reprezenta armonia dintre filozofia păgână și teologia creștină. Arhitectura clădirii a fost inspirată de lucrările lui Bramante, care, potrivit lui Vasari, l-a ajutat pe Rafael în realizarea arhitecturii din imagine (similară cu arhitectura Bazilicii Sf. Petru).
În fundal există două sculpturi. Cea din stânga este Apollo, zeul luminii, trasului cu arc și muzicii, și ține în mână o liră. Sculptura din dreapta este Atena, zeița înțelepciunii, cunoscută în lumea latină ca Minerva.
Pe arcul principal, deasupra personajelor, se găsește un meandru (cunoscut și sub denumirea de cheie greacă), un design caracterizat de linii continue care se repetă într-o „serie de curburi dreptunghiulare”, stilul fiind apărut pe ceramica din perioada geometrică greacă și apoi a devenit un element decorativ foarte comun în frizele arhitecturale grecești antice.